# Dopaje (semiconductores)

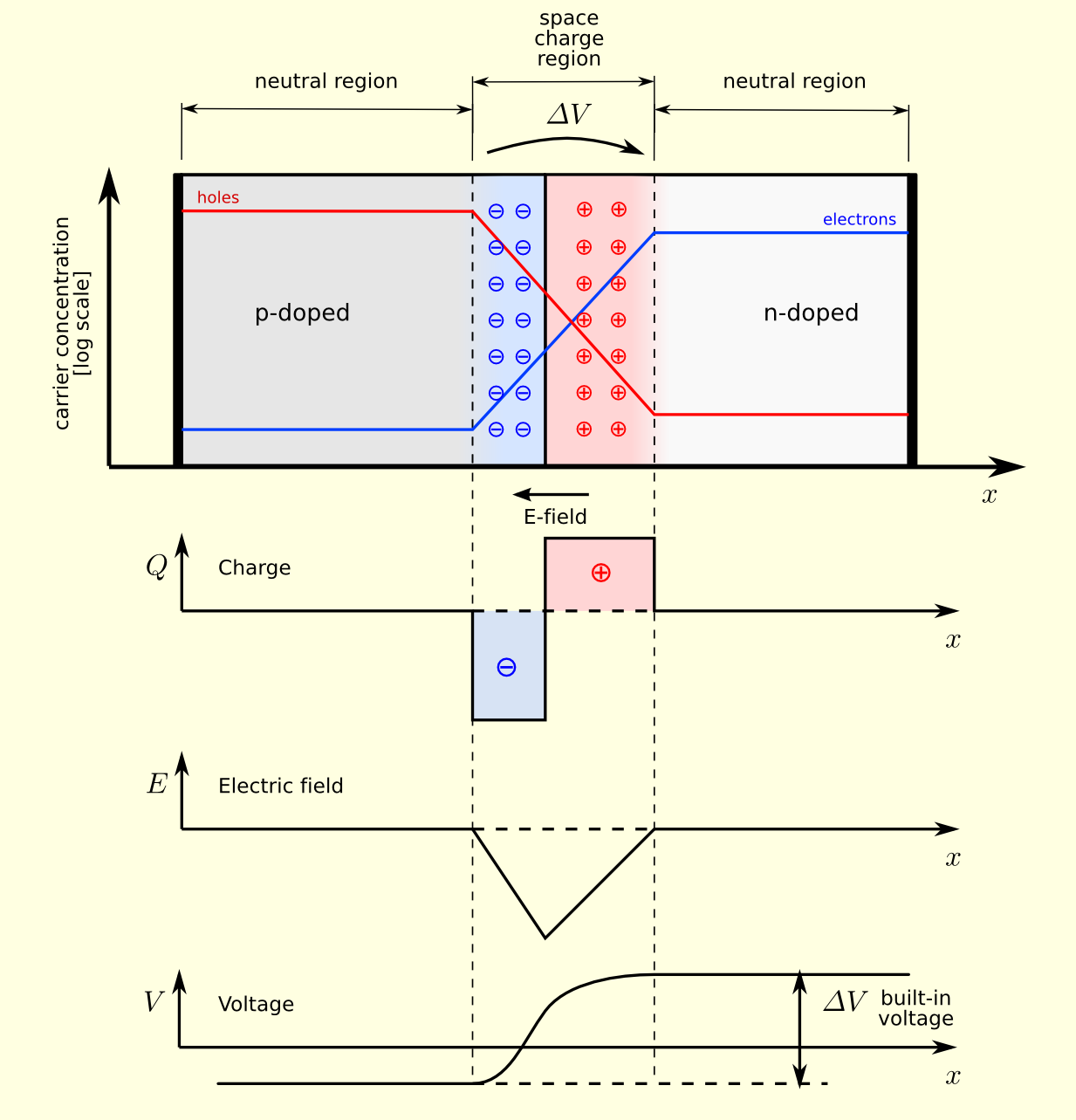
Esquema del campo eléctrico creado en una célula fotovoltaica mediante la unión pn entre dos capas de semiconductores dopados.

En la producción de semiconductores, se le denomina dopaje al proceso intencional de agregar impurezas en un semiconductor (abreviadamente, SC) extremadamente puro (también referido como intrínseco) con el fin de cambiar sus propiedades eléctricas. Las impurezas utilizadas dependen del tipo de semiconductores a dopar. 
A los semiconductores con dopajes ligeros y moderados se los conoce como extrínsecos. Un semiconductor altamente dopado, que actúa más como un conductor que como un semiconductor, es llamado degenerado.
El número de átomos dopantes necesitados para crear una diferencia en las capacidades conductoras de un semiconductor es muy pequeña. Cuando se agregan un pequeño número de átomos dopantes (en el orden de 1 cada 100 000 000 de átomos) entonces se dice que el dopaje es bajo o ligero. 
Cuando se agregan muchos más átomos (en el orden de 1 cada 10 000 átomos) entonces se dice que el dopaje es alto o pesado. Este dopaje pesado se representa con la nomenclatura N+ para material de tipo N, o P+ para material de tipo P.

### Información general
1. "[1] El dopaje es una técnica utilizada para variar el número de electrones y huecos en semiconductores
2. Dopaje crea material de tipo N cuando los materiales semiconductores del grupo IV se dopan con los átomos del grupo V. materiales de tipo P se crean cuando los materiales semiconductores del grupo IV se dopan con los átomos del grupo III.
3. Materiales de tipo N aumentan la conductividad de un semiconductor mediante el aumento del número de electrones disponibles; materiales de tipo P aumentan la conductividad al aumentar el número de orificios presentes.

## Historia
El dopaje fue desarrollado originalmente por John Robert Woodyard mientras trabajaba para la empresa Sperry Gyroscope Company durante la Segunda Guerra Mundial (1939-1945).
La demanda de su trabajo sobre el radar durante la guerra no le permitió desarrollar más profundamente la investigación sobre el dopaje, pero durante la posguerra se generó una gran demanda iniciada por la empresa Sperry Rand, al conocerse su importante aplicación en la fabricación de transistores.

## Elementos dopantes

### Semiconductores de grupo IV
Para los semiconductores del grupo IV como el silicio, el germanio y el carburo de silicio, los dopantes más comunes son elementos del grupo III o del grupo V.
Para dopar al silicio, generalmente se utilizan el boro, el arsénico, el fósforo y ocasionalmente el galio.

## Tipos de materiales dopantes

### Tipo N
Se llama material tipo N (o negativo) al que posee átomos de impurezas que permiten la aparición de electrones (de ahí su denominación de negativo o N) sin huecos asociados a los mismos semiconductores.
Los átomos de este tipo se llaman donantes ya que "donan" o entregan electrones. Suelen ser de valencia cinco (grupo XV de la tabla periódica), como el arsénico y el fósforo.
De esta forma, no se ha desbalanceado la neutralidad eléctrica, ya que el átomo introducido al semiconductor es neutro, pero posee un electrón no ligado, a diferencia de los átomos que conforman la estructura original, por lo que la energía necesaria para separarlo del átomo será menor que la necesitada para romper una ligadura en el cristal de silicio (o del semiconductor original).
Finalmente, existirán más electrones que huecos, por lo que los primeros serán los portadores mayoritarios y los últimos los minoritarios. La cantidad de portadores mayoritarios será función directa de la cantidad de átomos de impurezas introducidos.
El siguiente es un ejemplo de dopaje de silicio por el fósforo (dopaje N). En el caso del fósforo, se dona un electrón.
| Dopaje de tipo N |

### Tipo P
Se llama así al material que tiene átomos de impurezas que permiten la formación de huecos (de ahí que se denominen P o positivos) sin que aparezcan electrones asociados a los mismos, como ocurre al romperse una ligadura.
Los átomos de este tipo se llaman aceptores, ya que "aceptan" o toman un electrón. Suelen ser de valencia tres (grupo XIII de la tabla periódica), como el aluminio, el indio o el galio.
Nuevamente, el átomo introducido es neutro, por lo que no modificará la neutralidad eléctrica del cristal, pero debido a que solo tiene tres electrones en su capa de valencia, aparecerá una ligadura rota, que tenderá a tomar electrones de los átomos próximos, generando finalmente más huecos que electrones, por lo que los primeros serán los portadores mayoritarios y los segundos los minoritarios. 
Al igual que en el material tipo N, la cantidad de portadores mayoritarios será función directa de la cantidad de átomos de impurezas introducidos.
El siguiente es un ejemplo de dopaje de silicio por el boro (dopaje P). En el caso del boro le falta un electrón (de acuerdo con la regla del octeto) y, por tanto, se dona un hueco de electrón.
| Dopaje de tipo P |

## Dopaje en conductores orgánicos
Los polímeros conductores pueden ser dopados al agregar reactivos químicos que oxiden (o algunas veces reduzcan) el sistema, para ceder electrones a las órbitas conductoras dentro de un sistema potencialmente conductor.
Existen dos formas principales de dopar un polímero conductor, ambas mediante un proceso de reducción-oxidación.
En el primer método, dopado químico, se expone un polímero, como la melanina (típicamente una película delgada), a un oxidante (típicamente yodo o bromo) o a un agente reductor (típicamente se utilizan metales alcalinos, aunque esta exposición es bastante menos común).
El segundo método es el dopaje electroquímico, en la cual un electrodo de trabajo, revestido con un polímero, es suspendido en una solución electrolítica, en la cual el polímero es insoluble, junto al electrodo opuesto, separados ambos.
Se crea una diferencia de potencial eléctrico entre los electrodos, la cual hace que una carga (y su correspondiente ion del electrolito) entren en el polímero en la forma de electrones agregados (dopaje tipo N) o salgan del polímero (dopaje tipo P), según la polarización utilizada.
La razón por la cual el dopaje tipo N es mucho menos común es que la atmósfera de la Tierra, la cual es rica en oxígeno, crea un ambiente oxidante.
Un polímero tipo N rico en electrones reaccionaría inmediatamente con el oxígeno ambiental y se desdoparía (o reoxidaría) nuevamente el polímero, volviendo a su estado natural.